# ダンドリ娘
『ダンドリ娘』（ダンドリむすめ）は、フジテレビの青春★ENERGY枠（毎週水曜日00:45〜01:08（JST））で、2006年6月21日から8月23日まで放送されていた日本のテレビドラマ。全10回。ハイビジョン制作。

## 概要
一軒家を舞台に、高校生6人が未体験ゾーンの「体験段取り妄想」をおくる。さつき高校に程近いブチョーの家は、ブチョーの両親と兄の留守によりすっかり仲間にとって都合の良いたまり場。男女6人は高校最後の夏休みをどう実りあるものにしようかと、ここであらゆる誘惑にあれやこれやと妄想を広げて成功パターンを見出していき―。
完璧な段取りを組めたかどうかは、毎回のエンディングにおいて現実編として窺える。
ドラマ『ダンドリ。〜Dance☆Drill〜』とのコラボレーション企画の青春コメディドラマ。チアダンス部分はないがダンドリ同好会メンバーの一部（相川要・末吉双葉・花上さやか・池田まゆ実・浜田教子・高嶋千寿・宮川葉月・土屋志穂を除く）が登場している。

## キャスト

### さつき高校 高校生の仲間
- 只野光（よね）：小松彩夏
- 青木麗（うらら）：満島ひかり
- 最上操（みさおちゃん）：浅木一華
- 中村保（ブチョー）：千代将太
- 春田一（ハジメ）：渡辺敬介
- 真島悟（ターザン）：吉田友一

### その他の中心キャスト
- 隣のマリ子さん・妄想の女・現実の女：矢吹春奈
- ブチョーの兄・謎の訪問者・妄想の男・現実の男：ヒロシ

### 麗の6人姉妹
- くらら（次女）：西村未来
- さらら（三女）：前田真希
- そらら（四女）：河村瑛美
- ほらら（五女）：大津彩
- きらら（六女）：富永玲葉

### 『ダンドリ。〜Dance☆Drill〜』からのゲスト出演
- 早乙女はるか（ミスさつき）：岡西里奈（第1話）
- 足立原一郎：入江雅人（第2話）
- 橋本吾郎：篠山輝信（第3話）
- 田島聖子（副生徒会長）：松田まどか（第4話）
- 大川真澄（空手部主将）：山下幸乃（第4話）
- 黒崎えりな（空手部）：杉林沙織（第4話）
- 松平乙女（放送部部長）：ゆってん （第5話）
- 城所麗夏：金子さやか（第6話）
- 古座野史明：六角精児（第7話）
- 渡辺かしこ（図書委員長）：木南晴夏（第8話）
- 石黒万里（ストリートダンスチーム）：田野アサミ（BOYSTYLE）（第9話）
- 江本香織（〃）：徳永えり（第9話）
- 白井麻紀（〃）：神原麻由（第9話）
- 小澤翔子（〃）：福島彩子（第9話）

## スタッフ
- 脚本：一木晃、末安正子、古家和尚
- 音楽：住友紀人（レガートミュージック）、川嶋可能（フラッグシップ）
- プロデュース：清水一幸（フジテレビ）、伊賀宣子（共同テレビ）
- 演出：岩田和行、村谷嘉則（共同テレビ）

## 楽曲
- 主題歌：UVERworld「SHAMROCK」
- エンディングテーマ：UVERworld「CHANCE!」

## 放送リスト
| 話数   | サブタイトル   | 放送日        |
| ------ | -------------- | ------------- |
| 第01話 | 合コンの段取り | 2006年6月21日 |
| 第02話 | 誘惑の段取り   | 2006年6月28日 |
| 第03話 | 告白の段取り   | 2006年7月5日  |
| 第04話 | モテ男の段取り | 2006年7月12日 |
| 第05話 | デートの段取り | 2006年7月19日 |
| 第06話 | 出会いの段取り | 2006年7月26日 |
| 第07話 | お泊りの段取り | 2006年8月2日  |
| 第08話 | 夜遊びの段取り | 2006年8月9日  |
| 第09話 | 両想いの段取り | 2006年8月16日 |
| 第10話 | 恋人の段取り   | 2006年8月23日 |

## 備考
『ダンドリ。〜Dance☆Drill〜』の最終回（2006年9月19日）には『ダンドリ娘』に出演したメンバーのうち、浅木一華を除く5人が客演した。

## DVD
- ダンドリ娘（2006年12月22日、アミューズソフトエンタテインメント）ASBY-3659